# Ždánice (district de Hodonín)
Pour les articles homonymes, voir Ždánice.
Ždánice (en allemand : Steinitz) est une ville du district de Hodonín, dans la région de Moravie-du-Sud, en République tchèque. Sa population s'élevait à 2 502 habitants en 2020.

## Géographie
Ždánice se trouve à 10 km au nord-ouest de Kyjov, à 24 km au sud-est de Hodonín, à 34 km à l'est-sud-est de Brno et à 219 km à l'est-sud-est de Prague.
La commune est limitée par Bučovice au nord-ouest, par Nevojice au nord-est, par Lovčice à l'est, par Dražůvky au sud, et par Archlebov et Mouřínov à l'ouest.

## Histoire
La première mention écrite de la localité date de 1286.